# Toyota Gazoo Racing Europe
Toyota Gazoo Racing Europe GmbH (TGR-E) (antigamente Toyota Motorsport GmbH)  é uma divisão da Toyota com sede em Colônia, Alemanha. Ele foi renomeado de Toyota Team Europe para a Toyota Motorsport GmbH (TMG), em 1993. 
Em 1999, a empresa deixou de participar nos ralis, a fim de se preparar para uma mudança para a Fórmula Um em 2002 . Entretanto, a TMG participou das 24 Horas de Le Mans 1998 e das 24 Horas de Le Mans 1999 com o protótipo Toyota GT-One. A equipe teve uma boa campanha na prova francesa, apesar de não ter obtido nenhuma vitória expressiva, com duas pole positions e  um resultado no  9º lugar na prova de 1998 e um 2° lugar geral em 1999.
A partir de 2002-2009, a TMG participou da Fórmula 1 na equipe Panasonic Toyota Racing, correndo por 139 Grands Prix. Nesse tempo, eles terminaram no pódio 13 vezes, ganhando três pole positions e somando um total de 278,5 pontos. Em 4 de novembro de 2009, a Toyota anunciou a sua retirada da Fórmula 1 .
Atualmente a TGR-E é responsável por gerenciar o programa da montadora japonesa Toyota no mundial de endurance da FIA (WEC) e no mundial de rally da FIA (WRC) . É cinco vezes vencedora das 24 Horas de Le Mans (edições de 2018 a 2022) como também cinco vezes campeã do mundial de construtores (combinado as classes LMP1 e Le Mans Hypercar), pelo nome de equipe Toyota Gazoo Racing . A equipe também detém outros campeonatos de construções em edições anteriores competindo com o nome Toyota Racing, mas sob tutela da divisão TGR-E.
Em 11 de outubro de 2024, a fabricante japonesa anunciou o retorno do seu envolvimento com a categoria máxima do automobilismo mundial por meio de  uma parceria técnica envolvendo a equipe Haas F1 Team . Essa marca a primeira iniciativa da montadora japonesa, desde a sua retirada completa da Fórmula 1 em 2009, marcando o fim de um hiato de 15 anos.

## Vitórias em Rally (1973-1999)
A fabricante compete atualmente no campeonato de 2022 de rally WRC.
| Ano  | Evento                                     | Piloto/Co-Piloto                                                                 | Carro                       | Resultado  |
| ---- | ------------------------------------------ | -------------------------------------------------------------------------------- | --------------------------- | ---------- |
| 1973 | Press-on-Regardless                        | W. Boyce / D. Woods                                                              | Corolla (TE20)              | 1°         |
| 1975 | 1000 Lakes Rally                           | H. Mikkola / A. Aho                                                              | Corolla Levin (TE27)        | 1°         |
| 1979 | National Gravel French Rally Championship  | J.-L. Therier / M. Vial                                                          | Celica (RA20)               | 1°         |
| 1980 | German Rally Championship                  | A. Warmbold / W. Inhester                                                        | Celica (RA40)               | 1°         |
|      | National Gravel French Rally Championship  | J.-L. Therier / M. Vial                                                          | Celica (RA40)               | 1°         |
| 1982 | Motogard Rally                             | B. Waldegard / H. Thorzelius                                                     | Celica (RA63)               | 1°         |
| 1983 | Ivory Coast Rally                          | B. Waldegard / H. Thorzelius                                                     | Celica Twincam Turbo (TA64) | 1°         |
| 1984 | Safari Rally                               | B. Waldegard / H. Thorzelius                                                     | Celica Twincam Turbo (TA64) | 1°         |
| 1985 | Safari Rally                               | J. Kankkunen / F. Gallagher                                                      | Celica Twincam Turbo (TA64) | 1°         |
|      | Ivory Coast Rally                          | J. Kankkunen / F. Gallagher                                                      | Celica Twincam Turbo (TA64) | 1°         |
| 1986 | Safari Rally                               | B. Waldegard / F. Gallagher                                                      | Celica Twincam Turbo (TA64) | 1°         |
|      | Ivory Coast Rally                          | B. Waldegard / F. Gallagher                                                      | Celica Twincam Turbo (TA64) | 1°         |
|      | Middle East Rally Championship             | M. Bin Sulayem / R. Morgan                                                       | Celica Twincam Turbo (TA64) | 1°         |
| 1987 | Rally Hong Kong - Beijing                  | B. Waldegard / F. Gallagher                                                      | Supra 3.0i (MA70)           | 1°         |
|      | Middle East Rally Championship             | M. Bin Sulayem / R. Morgan                                                       | Celica Twincam Turbo (TA64) | 1°         |
| 1988 | Safari Rally                               | K. Eriksson / P. Diekmann J. Kankkunen / J. Piironen B. Waldegard / F. Gallagher | Celica Supra Turbo (MA70)   | Team Prize |
|      | Cyprus Rally                               | B. Waldegard / F. Gallagher                                                      | Celica GT-Four (ST165)      | 1°         |
|      | Middle East Rally Championship             | M. Bin Sulayem                                                                   | Celica Twincam Turbo (TA64) | 1°         |
| 1989 | Rally Australia                            | J. Kankkunen / J. Piironen                                                       | Celica GT-Four (ST165)      | 1°         |
| 1990 | Safari Rally                               | B. Waldegard / F. Gallagher                                                      | Celica GT-Four (ST165)      | 1°         |
|      | Acropolis Rally                            | C. Sainz / L. Moya                                                               | Celica GT-Four (ST165)      | 1°         |
|      | Rally New Zealand                          | C. Sainz / L. Moya                                                               | Celica GT-Four (ST165)      | 1°         |
|      | 1000 Lakes Rally                           | C. Sainz / L. Moya                                                               | Celica GT-Four (ST165)      | 1°         |
|      | RAC Rally                                  | C. Sainz / L. Moya                                                               | Celica GT-Four (ST165)      | 1°         |
|      | Middle East Rally Championship (Drivers)   | M. Bin Sulayem / R. Morgan                                                       | Celica GT-Four (ST165)      | 1°         |
|      | Asian-Pacific Rally Championship (Drivers) | C. Sainz / L. Moya                                                               |                             | 1°         |
|      | Campeonato mundial de pilotos              | C. Sainz / L. Moya                                                               | Celica GT-Four (ST165)      | 1°         |
|      | Campeonato mundial de construtores         |                                                                                  |                             | 2°         |
| 1991 | Monte Carlo Rally                          | C. Sainz / L. Moya                                                               | Celica GT-Four (ST165)      | 1°         |
|      | Portugal Rally                             | C. Sainz / L. Moya                                                               | Celica GT-Four (ST165)      | 1°         |
|      | Corsica Rally                              | C. Sainz / L. Moya                                                               | Celica GT-Four (ST165)      | 1°         |
|      | Rally New Zealand                          | C. Sainz / L. Moya                                                               | Celica GT-Four (ST165)      | 1°         |
|      | Rally Argentina                            | C. Sainz / L. Moya                                                               | Celica GT-Four (ST165)      | 1°         |
|      | Rally Catalunya                            | A. Schwarz / A. Hertz                                                            | Celica GT-Four (ST165)      | 1°         |
|      | Campeonato mundial de pilotos              | C. Sainz / L. Moya                                                               | Celica GT-Four (ST165)      | 2°         |
|      | Campeonato mundial de construtores         |                                                                                  |                             | 2°         |
| 1992 | Safari Rally                               | C. Sainz / L. Moya                                                               | Celica GT-Four (ST185)      | 1°         |
|      | Rally New Zealand                          | C. Sainz / L. Moya                                                               | Celica GT-Four (ST185)      | 1°         |
|      | Rally Catalunya                            | C. Sainz / L. Moya                                                               | Celica GT-Four (ST185)      | 1°         |
|      | RAC Rally                                  | C. Sainz / L. Moya                                                               | Celica GT-Four (ST185)      | 1°         |
|      | Campeonato mundial de pilotos              | C. Sainz / L. Moya                                                               | Celica GT-Four (ST185)      | 1°         |
|      | Campeonato mundial de construtores         |                                                                                  |                             | 2°         |
| 1993 | Monte Carlo Rally                          | D. Auriol / B. Occelli                                                           | Celica GT-Four (ST185)      | 1°         |
|      | Swedish Rally                              | M. Jonsson / L. Backman                                                          | Celica GT-Four (ST185)      | 1°         |
|      | Safari Rally                               | J. Kankkunen / J. Piironen                                                       | Celica GT-Four (ST185)      | 1°         |
|      | Rally Argentina                            | J. Kankkunen / N. Grist                                                          | Celica GT-Four (ST185)      | 1°         |
|      | 1000 Lakes Rally                           | J. Kankkunen / D. Giraudet                                                       | Celica GT-Four (ST185)      | 1°         |
|      | Rally Australia                            | J. Kankkunen / N. Grist                                                          | Celica GT-Four (ST185)      | 1°         |
|      | RAC Rally                                  | J. Kankkunen / N. Grist                                                          | Celica GT-Four (ST185)      | 1°         |
|      | Campeonato mundial de pilotos              | J. Kankkunen / N. Grist                                                          | Celica GT-Four (ST185)      | 1°         |
|      | Campeonato mundial de construtores         |                                                                                  |                             | 1°         |
| 1994 | Portugal Rally                             | J. Kankkunen / N. Grist                                                          | Celica GT-Four (ST185)      | 1°         |
|      | Safari Rally                               | Ian Duncan / David Williamson                                                    | Celica GT-Four (ST185)      | 1°         |
|      | Corsica Rally                              | D. Auriol / B. Occelli                                                           | Celica GT-Four (ST185)      | 1°         |
|      | Rally Argentina                            | D. Auriol / B. Occelli                                                           | Celica GT-Four (ST185)      | 1°         |
|      | Rallye Sanremo                             | D. Auriol / B. Occelli                                                           | Celica GT-Four (ST185)      | 1°         |
|      | Campeonato mundial de pilotos              | D. Auriol / B. Occelli                                                           | Celica GT-Four (ST185)      | 1°         |
|      | Campeonato mundial de construtores         |                                                                                  |                             | 1°         |
| 1995 | Safari Rally                               | Y. Fujimoto / A. Hertz                                                           | Celica GT-Four (ST185)      | 1°         |
|      | Tour de Corse                              | D. Auriol / D. Giraudet                                                          | Celica GT-Four (ST205)      | 1°         |
| 1996 | European Rally Championship                | A. Schwarz / D. Giraudet                                                         | Celica GT-Four (ST205)      | 1°         |
|      | RAC Rally                                  | A. Schwarz / D. Giraudet                                                         | Celica GT-Four (ST205)      | 1°         |
| 1998 | Monte Carlo Rally                          | C. Sainz / L. Moya                                                               | Corolla WRC                 | 1°         |
|      | Rallye Catalunya                           | D. Auriol / D. Giraudet                                                          | Corolla WRC                 | 1°         |
|      | Rally New Zealand                          | C. Sainz / L. Moya                                                               | Corolla WRC                 | 1°         |
|      | Campeonato mundial de pilotos              | C. Sainz / L. Moya                                                               | Corolla WRC                 | 2°         |
|      | Campeonato mundial de construtores         |                                                                                  |                             | 2°         |
| 1999 | Rallye Monte Carlo                         | D. Auriol / D. Giraudet                                                          | Corolla WRC                 | 3°         |
|      | Swedish Rally                              | C. Sainz / L. Moya                                                               | Corolla WRC                 | 2°         |
|      | Safari Rally Kenya                         | D. Auriol / D. Giraudet                                                          | Corolla WRC                 | 2°         |
|      | Rallye de Portugal                         | C. Sainz / L. Moya                                                               | Corolla WRC                 | 2°         |
|      | Rallye Catalunya                           | D. Auriol / D. Giraudet                                                          | Corolla WRC                 | 2°         |
|      | Tour de Corse                              | C. Sainz / L. Moya                                                               | Corolla WRC                 | 3°         |
|      | Rally Argentina                            | D. Auriol / D. Giraudet                                                          | Corolla WRC                 | 3°         |
|      | Acropolis Rally                            | C. Sainz / L. Moya                                                               | Corolla WRC                 | 2°         |
|      | Rally Finland                              | C. Sainz / L. Moya                                                               | Corolla WRC                 | 3°         |
|      | China Rally                                | D. Auriol / D. Giraudet                                                          | Corolla WRC                 | 1°         |
|      | Rallye Sanremo                             | D. Auriol / D. Giraudet                                                          | Corolla WRC                 | 3°         |
|      | Rally Australia                            | C. Sainz / L. Moya                                                               | Corolla WRC                 | 2°         |
|      | Campeão mundial de construtores            |                                                                                  |                             | 1°         |

## Fotos

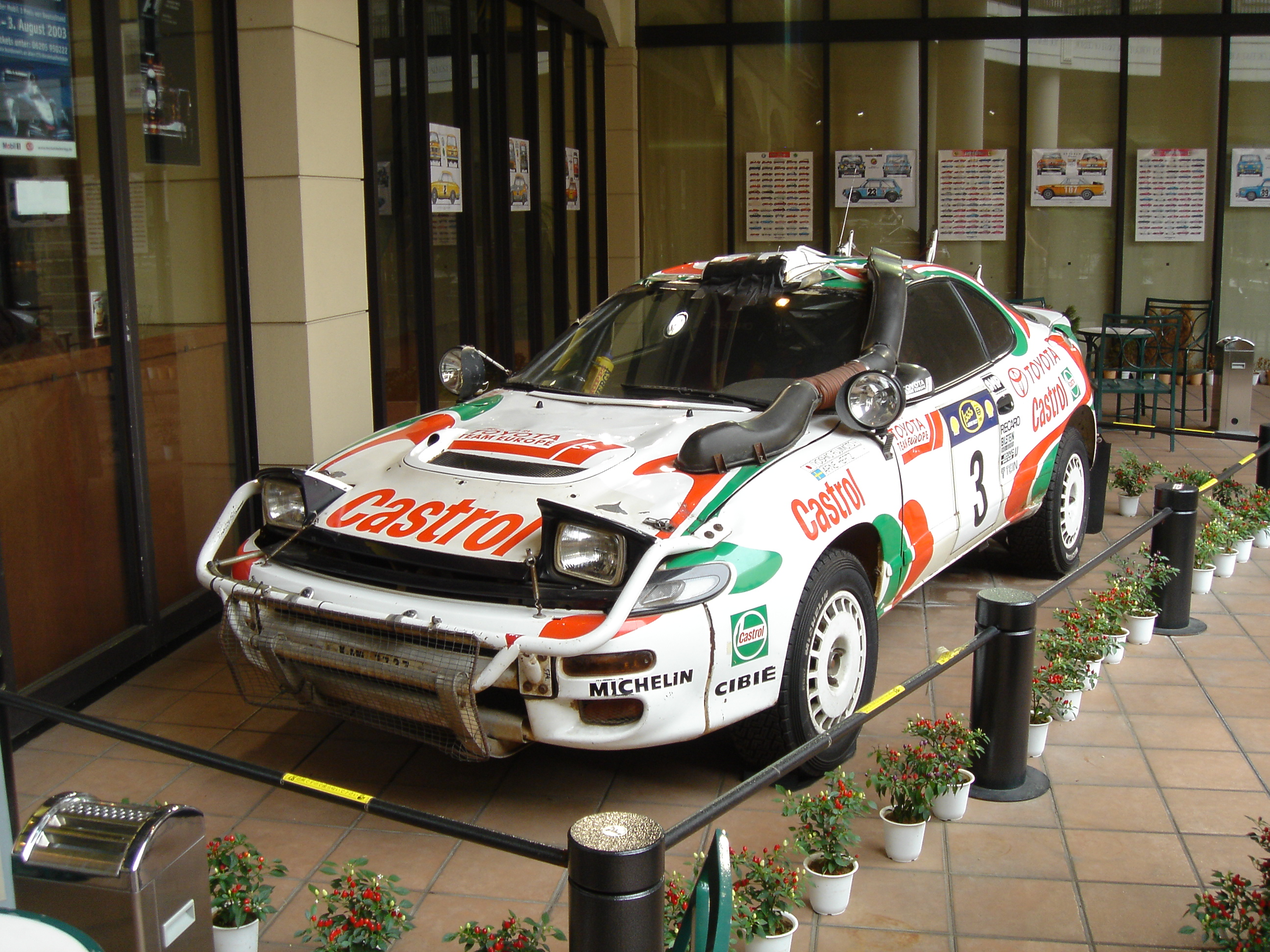
Cellica GT-Four
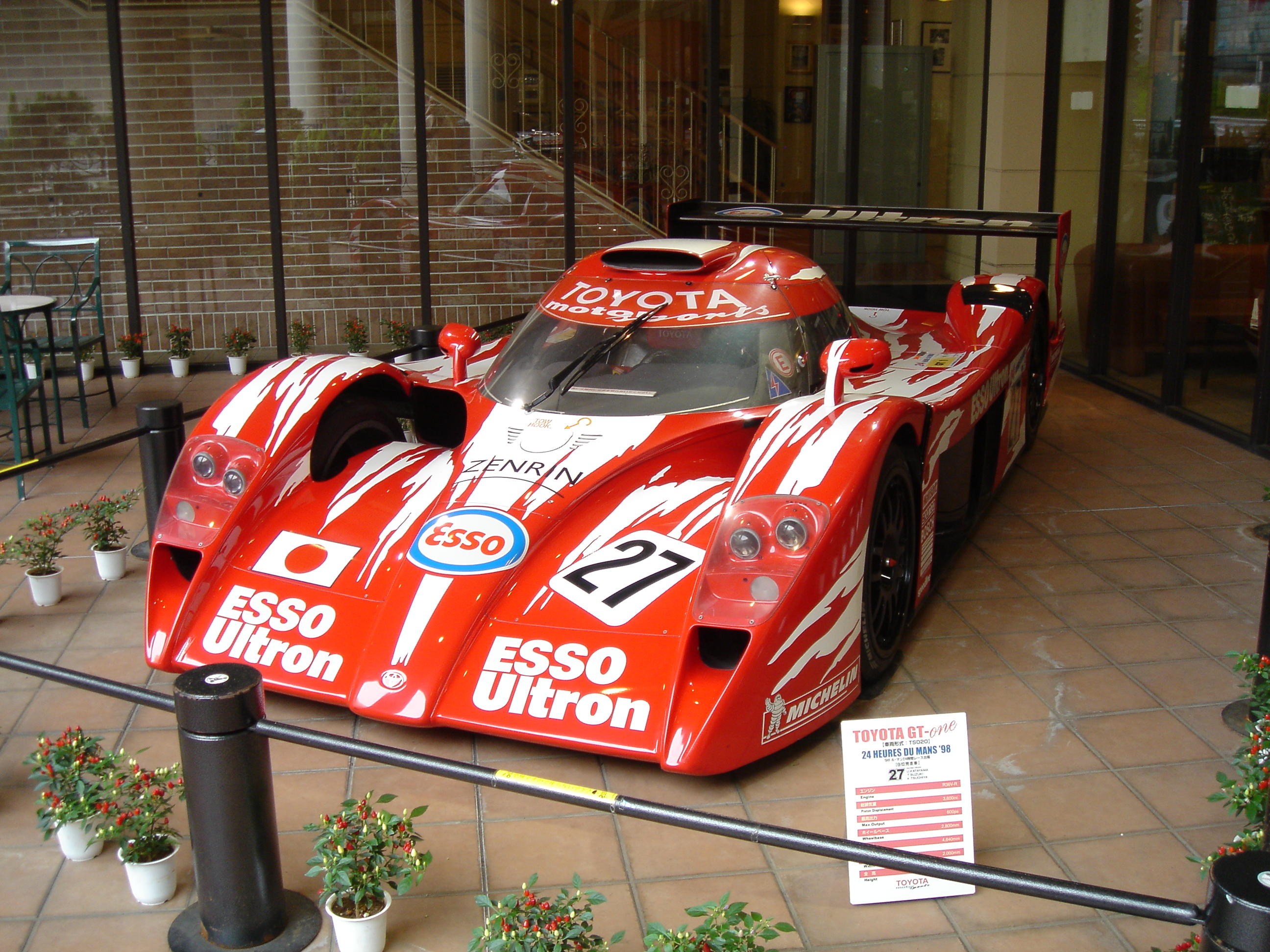
Toyota GT-One
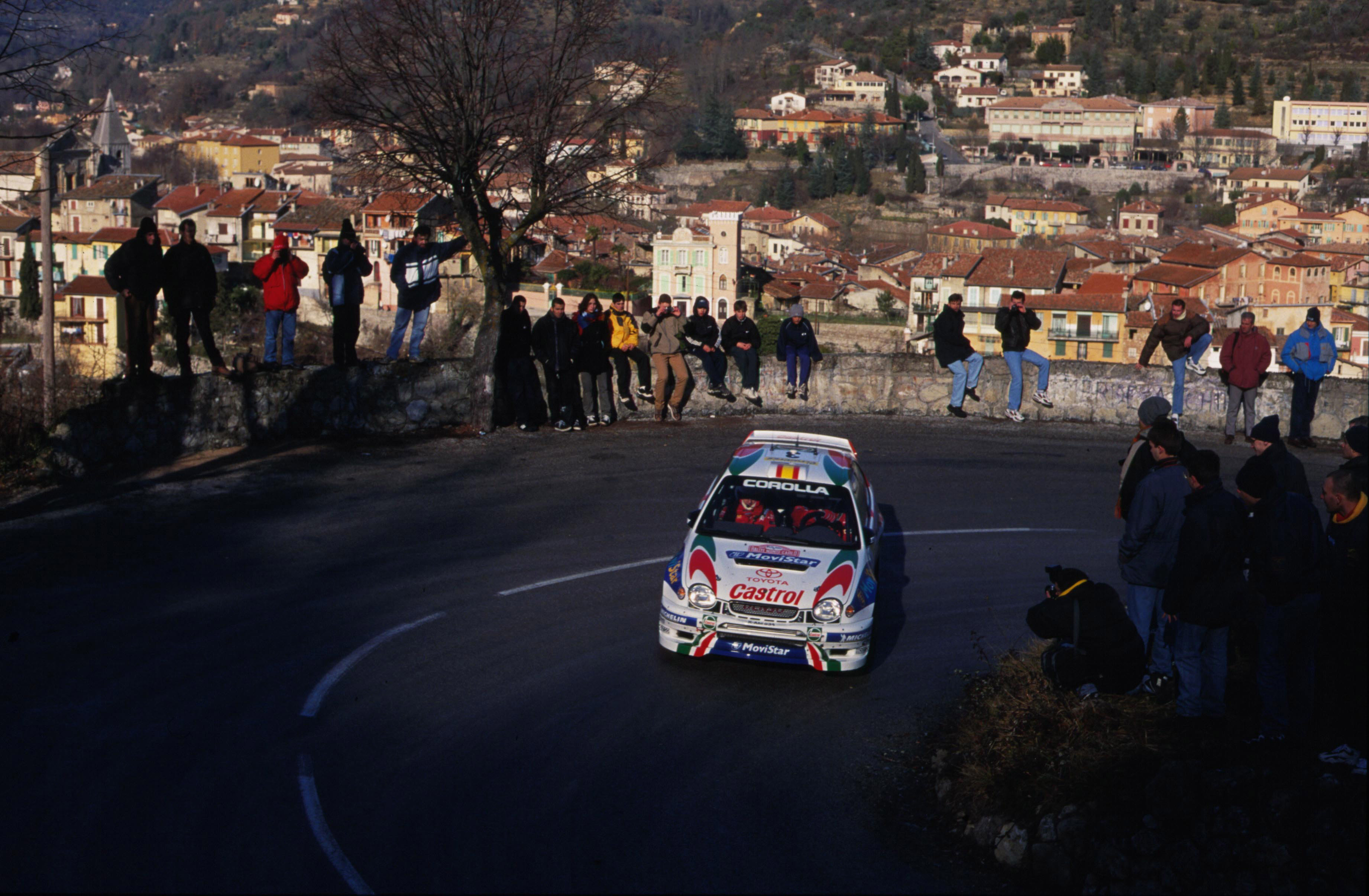
Toyota Corolla WRC durante o WRC Rally de Monte-Carlo
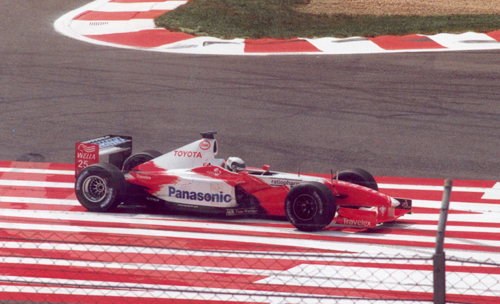
Toyota F1
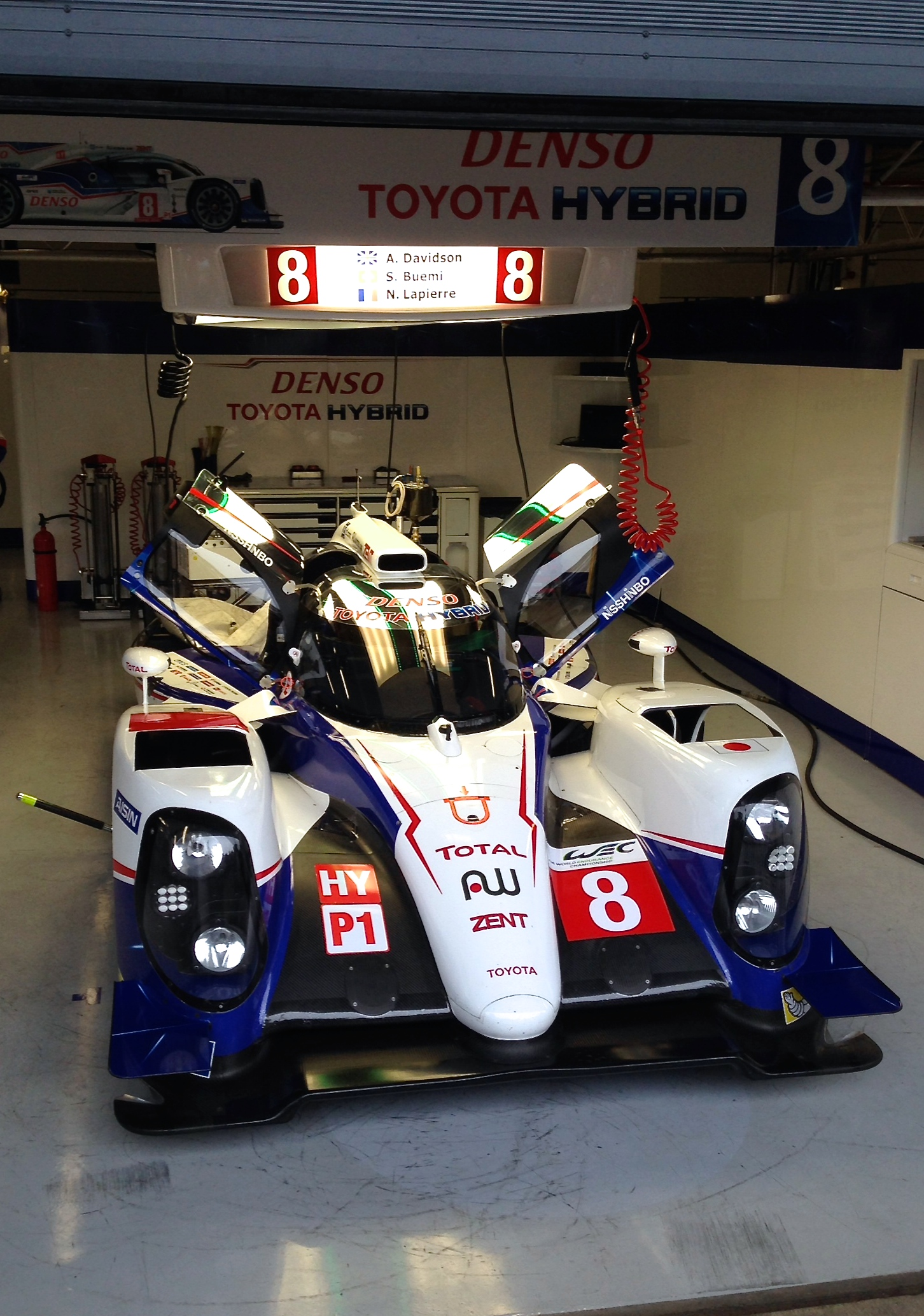
Toyota TS040 em Silverstone
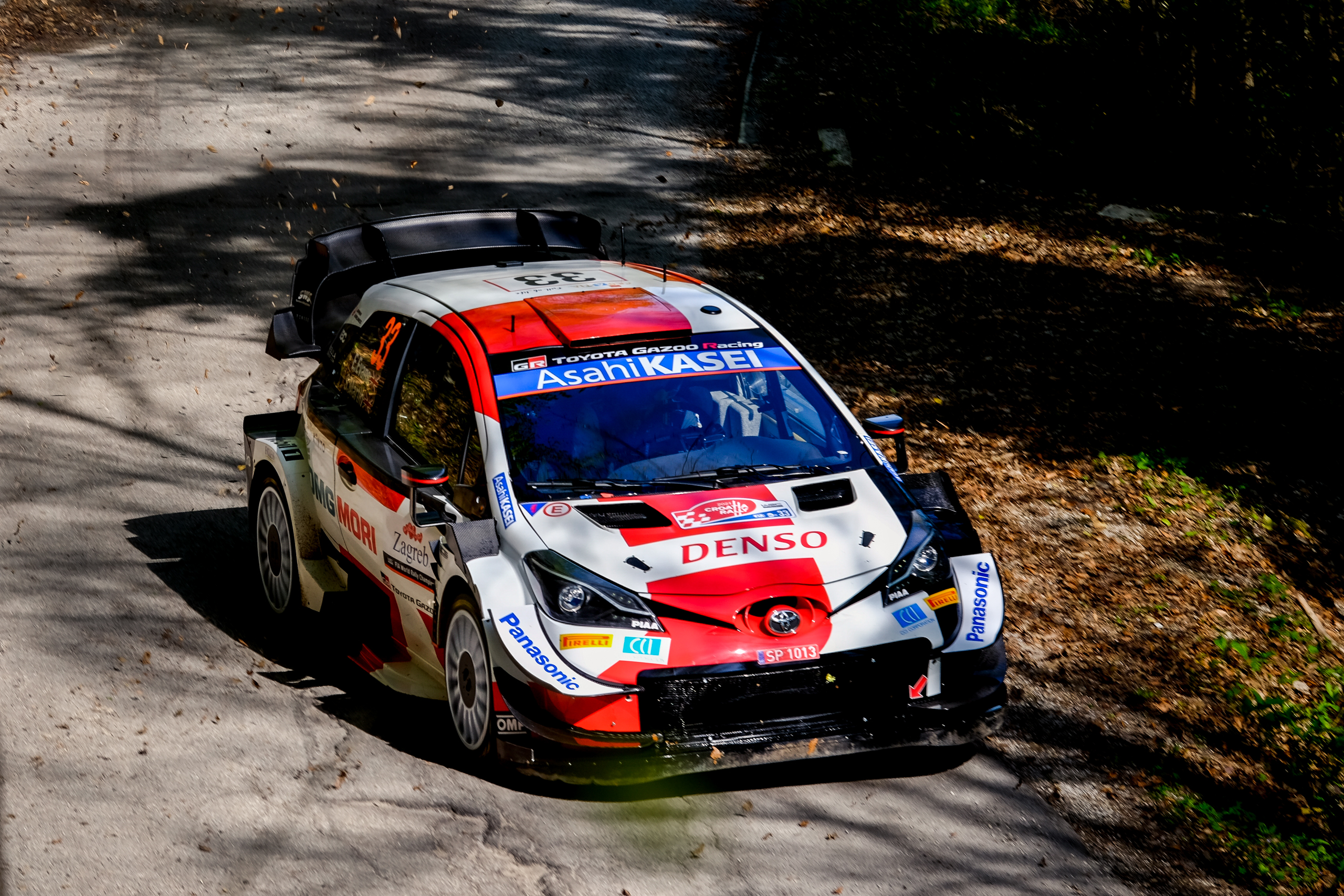
Toyota Yaris WRC
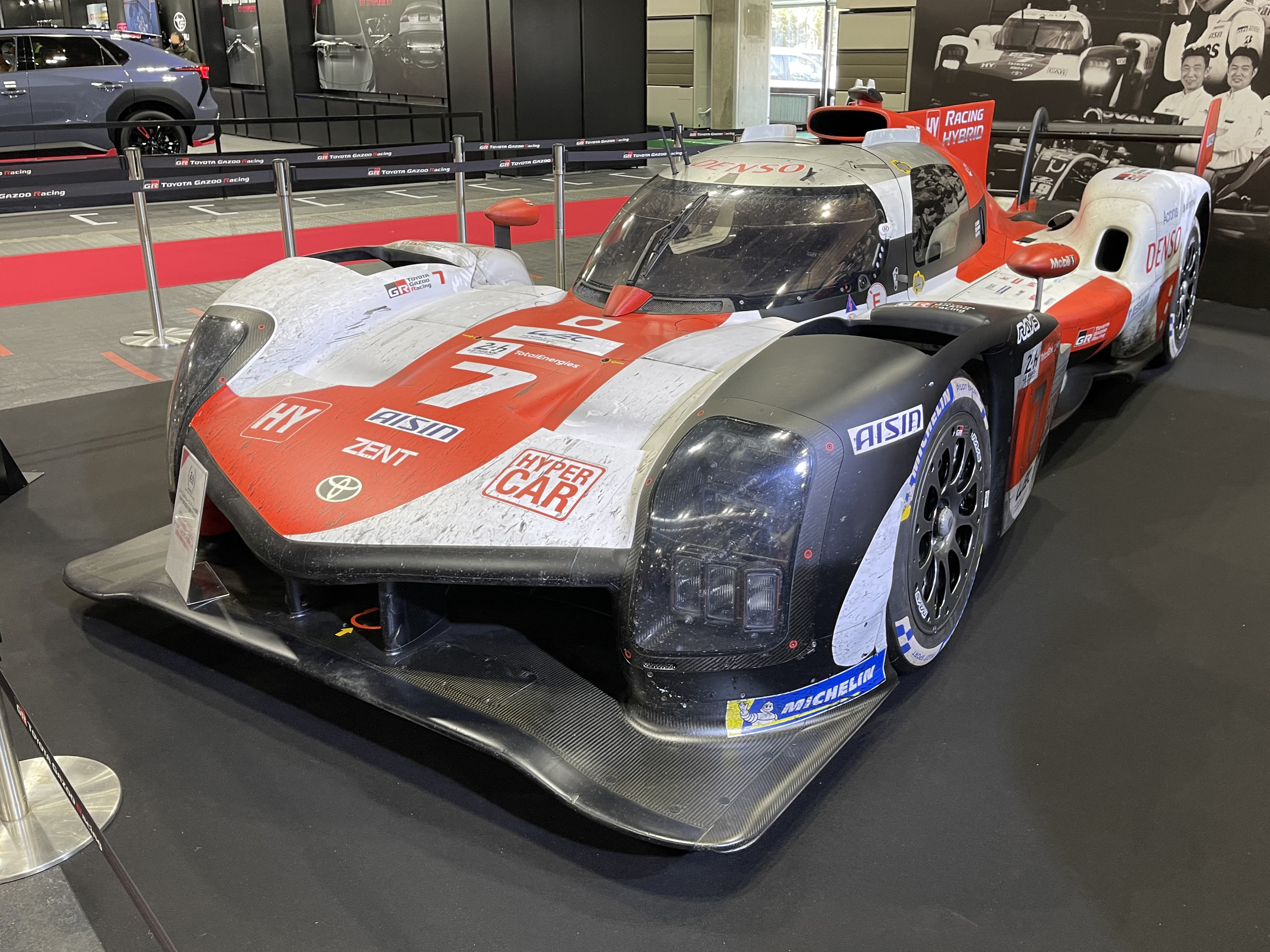
Toyota GR010 Hybrid
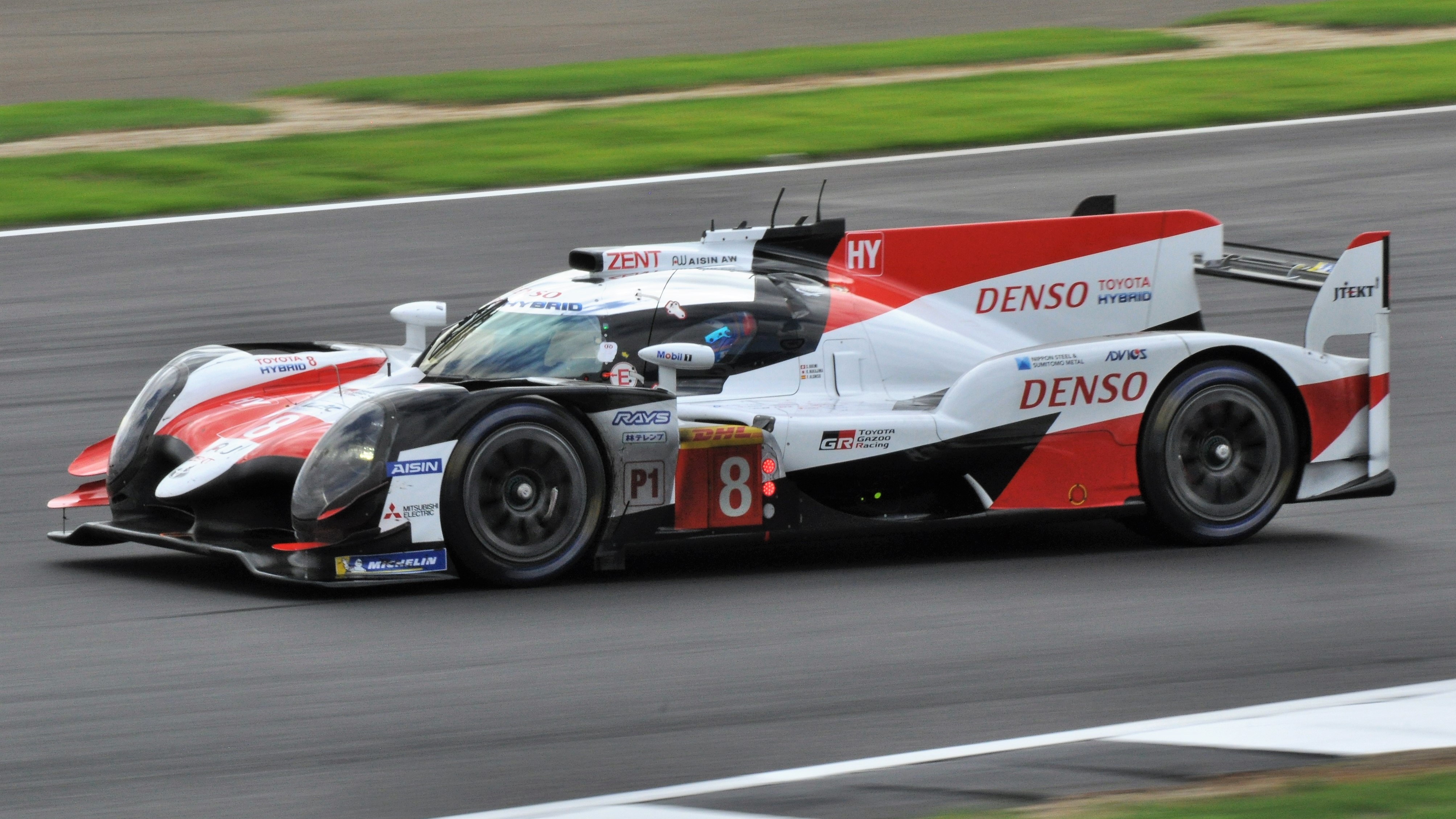
Toyota TS050 Hybrid